# 伊勢みそのショッピングセンター
伊勢みそのショッピングセンター (いせみそのショッピングセンター) は、三重県伊勢市に所在し、宇治山田開発株式会社が運営・管理するショッピングセンターである。
「みそのベリー」と称されることが多い。

## 概要
国道23号 (南勢バイパス) 沿いに1996年に開業、管理運営をしている宇治山田開発株式会社は生鮮市場ベリーを運営するとよはたの関連会社である。開業と同時に同所にとよはたの本社が移転した。
当ショッピングセンターでは、ショッピングセンター内全店で使用できる220円に1ポイント付与されるポイントカードを配布 しており、また、月末週土・日・月曜日３日間は大市を開催している。 

### 沿革
- 1996年 (平成8年) 6月17日　伊勢みそのショッピングセンター開店。

## テナント
スーパーマーケットの生鮮市場ベリーや衣料品店、100円均一、雑貨、サービス店舗など各種専門店が入居している。
建物西側にはスーパーマーケット、南側にはスポーツ用品店、ドラッグストアなどの大型テナントが入居し、北側には主にサービス系の小型店舗が入居している。

## 周辺
- 伊勢市立御薗小学校
- 伊勢赤十字病院